# Universidad de Oldemburgo
La Universidad Carl von Ossietzky de Oldemburgo (en alemán: Carl von Ossietzky Universität Oldenburg) o simplemente Universidad de Oldemburgo, es una universidad pública alemana situada en la ciudad de Oldemburgo, en la Baja Sajonia.

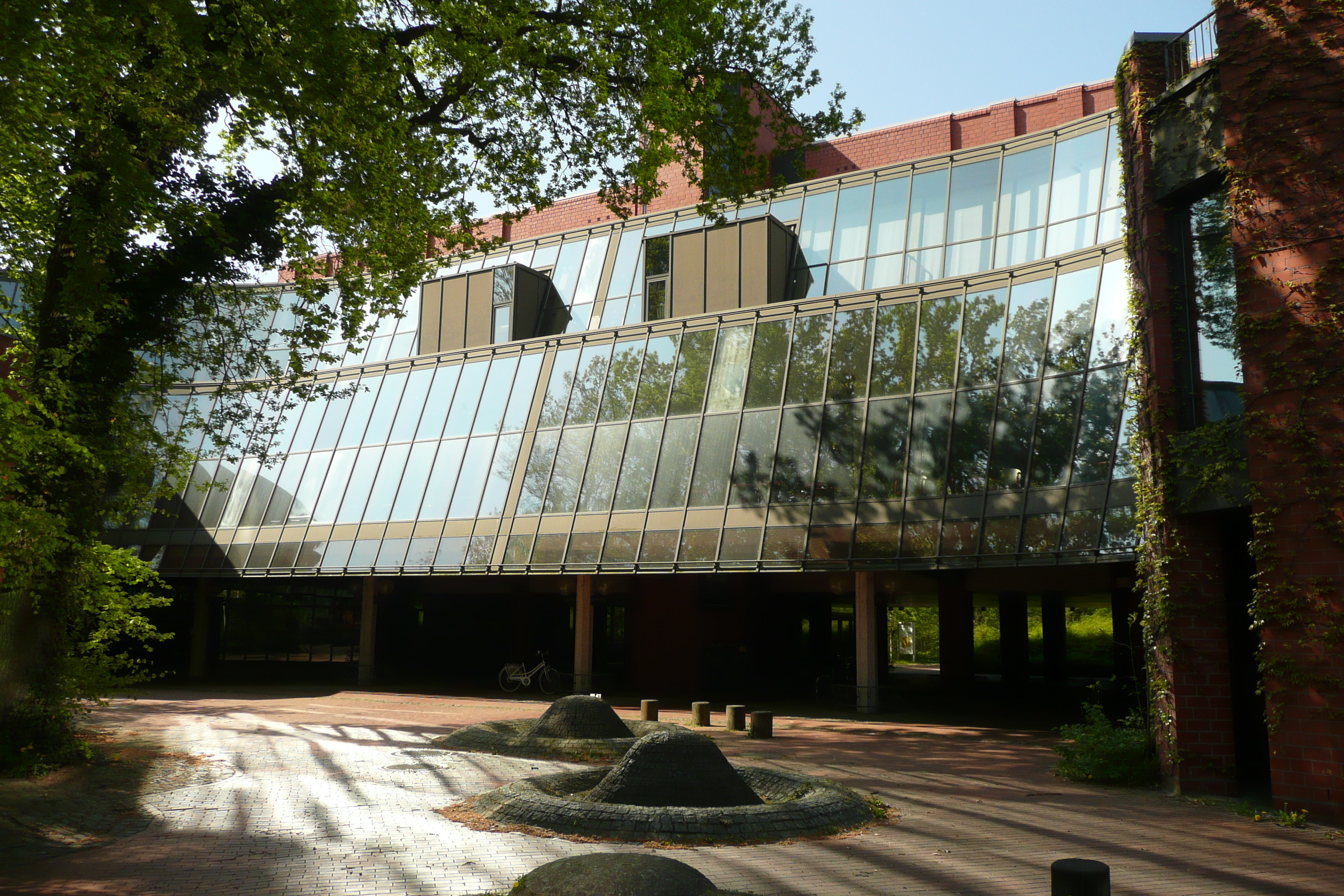
Campus Wechloy, edificio de las ciencias naturales